# Lophochernes tibetanus
Lophochernes tibetanus es una especie de arácnido del orden Pseudoscorpionida de la familia Cheliferidae.

## Distribución geográfica
Se encuentra en el Tíbet (China).